# کوشسانی
کوشسانی (به چکی: Košťany) یک منطقهٔ مسکونی و شهرستان دارای شهرک سابقاً روستا در جمهوری چک است که در ناحیه تپلیتسه واقع شده‌است. کوشسانی ۲٬۸۹۵ نفر جمعیت دارد.

## خواهرخوانده
شهر آلتنبرگ (زاکسن) خواهرخواندهٔ کوشسانی هست.